# Museo de Arte Antonio Paredes Candia
El museo de arte Antonio Paredes Candia es una institución cultural  en la ciudad de El Alto (Bolivia), fue el proyecto más ambicioso del escritor Antonio Paredes Candia.

## Historia
Tras una lucha de 12 años, se inauguró el 29 de mayo de 2002. En él se expone la colección de pintura y escultura del escritor y su biblioteca personal. El conjunto está formado por más de 300 obras de arte y 11.000 libros.

## Obras
Las obras que se exponen son de grandes maestros contemporáneos en el campo de la pintura y la escultura, tales como: Ricardo Pérez Alcalá, Darío Antezana, Gil Imaná, Alfredo La Placa, Marina Núñez del Prado, Cecilio Guzmán de Rojas, Alfredo Domínguez, Arturo Borda, Víctor Zapana, Gonzalo Condarco, entre muchos otros.
También cuenta con piezas arqueológicas de las culturas Mollo y Tiahuanaco, y una vasta hemeroteca que registra hechos desde 1950 tales como la Revolución del 52 y el seguimiento a la guerrilla del Che.